# Hydrophis bituberculatus
Espèce
Synonymes
- Hydrophis bituberculata Peters, 1872
- Chitulia bituberculata (Peters, 1872)

Statut de conservation UICN

 DD  : Données insuffisantes
Hydrophis bituberculatus ou Hydrophide de Peter est une espèce de serpents marins de la famille des Elapidae.
C'est un serpent marin rare et venimeux très peu étudier. On pense qu'il chasse assez au large car il est parfois capturé par les chaluts à crevettes sur les fonds de sable et de graviers.  

## Répartition
Cette espèce marine se rencontre dans l'océan Indien dans les eaux du Sri Lanka et de la côte ouest de la Thaïlande, principalement autour de l'île de Ko Phuket. 

## Publication originale
- Peters, 1872 : Über den Hydrus fasciatus Schneider und einige andere Seeschlangen. Monatsberichte der Königlich Preussischen Akademie der Wissenschaften zu Berlin, vol. 1872, p. 848-861 (texte intégral).